# Plestiodon longirostris
Plestiodon longirostris là một loài thằn lằn trong họ Scincidae. Loài này được Cope mô tả khoa học đầu tiên năm 1861.